# Louisiana Catahoula Leopard Dog
Der Louisiana Catahoula Leopard Dog ist eine nicht von der FCI anerkannte Hunderasse aus den USA. Die Rasse wird vom UKC anerkannt und vom AKC im Hinblick auf eine mögliche Anerkennung in seinem Foundation Stock Service geführt. Die Rasse ist seit 1979 der offizielle State Dog des US-Bundesstaats Louisiana.

## Herkunft und Geschichtliches
Der Louisiana Catahoula Leopard Dog ist ein Gebrauchshund, über dessen Entstehungsgeschichte sehr wenig bekannt ist. Eine Theorie besagt, dass amerikanische Ureinwohner ihre Hunde mit „Kriegshunden“ (Molosser und Greyhounds), die die Spanier unter Hernando de Soto im 16. Jahrhundert mitbrachten, kreuzten. Einer anderen Theorie zufolge geht die Rasse auf Kreuzungen zwischen Beaucerons, die französische Siedler im 19. Jahrhundert nach Nordamerika einführten, und Hunden der Ureinwohner zurück.
Eine mögliche Abstammung dieser Hunde von Rotwölfen wurde inzwischen durch DNA-Analysen widerlegt.
Das Wort Catahoula stammt aus der Sprache der Choctaw. Seine genaue Bedeutung ist unklar; es könnte sich um eine Kombination aus den Wörtern „okhata“ (See) und „hullo“ (geliebt, geheiligt) oder um eine französische Abwandlung der Choctaw-Eigenbezeichnung „Couthaougoula“ handeln.

## Beschreibung
Der Louisiana Catahoula Leopard Dog ist ein mittelgroßer, kompakt gebauter Hund vom Cur-Typ. Rüden werden bis 66 cm hoch und können bis 43 kg wiegen, Hündinnen werden bis 61 cm hoch. Der Louisiana Catahoula Leopard Dog hat kurzes, eng anliegendes Fell.
Laut Rassestandard des UKC sind als Grundfarbe alle Farben außer weiß erlaubt, dabei gibt es folgende Variationen:
- Solid: Einfarbig
- Leopard: Merle-Farben (Red Leopard entspricht Red Merle, Blue Leopard Blue Merle)
- Brindle: Gestromt
- Patchwork: Flecken verschiedener Größe in einer oder mehreren Farben und Schattierungen, die zufällig auf dem Körper verteilt sind; dabei kann – muss aber nicht – eine Farbe vorherrschen

Bei allen Farbformen sind zudem weiße oder andersfarbige Abzeichen erlaubt, die an der Brust, den Wangen, über den Augen, an den Beinen, an der Unterseite und/oder unter dem Schwanz lokalisiert sein können (beispielsweise eine weiße Brust oder ein Brand).
Einzig ein Weißanteil über 90 %, ein reinweißer Kopf oder das Vorliegen von Albinismus führen bei Ausstellungen  zur Disqualifikation eines Hundes, ein Weißanteil über 70 % gilt als serious fault (ernster Fehler).
Die Augen dürfen jede beliebige Farbe haben. Dies schließt auch Hunde mit zwei verschiedenfarbigen Augen (vollständige Iris-Heterochromie) oder mit dem als cracked glass eye(s) oder marbled glass eye(s) bezeichneten Phänomen einer in sich zweifarbigen Iris (sektorielle Iris-Heterochromie) ein.

## Wesen und Verwendung
Der Louisiana Catahoula Leopard Dog wurde ursprünglich für die Jagd auf Wildschweine und Waschbären sowie zum Treiben der Rinderherden (Cowherding) eingesetzt. Er ist vielseitig einsetzbar und sehr intelligent, was dazu geführt hat, dass er heutzutage neben der Jagd- und Treibarbeit auch in anderen Bereichen genutzt wird. Auf Grund seines gut ausgeprägten Geruchsinns eignet er sich beispielsweise als Rettungs- und Spürhund. Er kann aber auch in anderen Bereichen seine Zähigkeit, Ausdauer, Wendigkeit und Schnelligkeit beweisen, z. B. beim Agility oder als Schutz- und Wachhund. Seine Wasserfreundlichkeit, Selbstsicherheit, Intelligenz, Eigenständigkeit und sehr hohe Lernfähigkeit zeichnen ihn aus. Hat er ein Wildschwein aufgespürt, so zeigt er dies durch anhaltendes Verbellen an und lässt das Wild nicht entkommen. Dabei steht er dem Wild gegenüber und zwingt es, sich ihm zuzuwenden. Er eignet sich allerdings nicht zum Apportieren, da er das Wild verbellt und sich gegebenenfalls auch in es verbeißt (er stellt und bellt und hält). Er ist äußerst robust und schmerzunempfindlich; auch kälteste Winter machen ihm nichts aus und er geht mit Vorliebe in jedes Gewässer.